# Faro di Ribeirinha
Il Faro di Ribeirinha è un faro situato sul promontorio di Ponta da Ribeirinha nella freguesia di Ribeirinha del comune di Horta, sull'isola di Faial (Arcipelago delle Azzorre - Portogallo).
La stazione di segnalazione è in rovina a seguito del terremoto del 9 luglio 1998. La luce corrente è montata su una colonna metallica. È gestito dall'Autorità marittima nazionale del Portogallo a Oeiras.

## Storia
Il faro originario era costituito da una torre quadrata in muratura alta 14 metri. L'edificio annesso, di un solo piano, era utilizzato per ospitare i guardiani del faro. I lavori di costruzione iniziarono nel maggio del 1915, e il faro fu messo in servizio il 1º novembre 1919. A causa del terremoto del 1998, la torre e gli edifici accessori subirono gravi danni, che ne portarono alla disattivazione. Il terremoto è dovuto all'origine di una faglia tettonica sottomarina, a circa 5 km da Ponta da Ribeirinha, con epicentro a circa 16 chilometri a nord-est della città di Horta, di magnitudo 5,8 della scala Richter e con un'intensità massima di VIII (scala Mercalli).
Per sostituirlo è stata montata una lanterna, con obiettivo da 300 mm, su una colonna cilindrica di acciaio zincato alta 5 m. Si tratta di una lampada ad energia solare da 12V/50W, che garantisce un'autonomia di 12 miglia nautiche, con una caratteristica di un gruppo di tre lampi bianchi, ogni 20 secondi.
Si pensava alla demolizione della torre originaria, ma grazie all'azione della Società degli Amici del Faro è stata depositata nel 2001 una petizione con l'obiettivo di preservare il patrimonio e ricostruire il faro. L'associazione spera di creare uno spazio vicino al fiume per esporre l'intero sistema ottico originale (lente di Fresnel di 2º ordine con lunghezza focale di 700 mm). Alcune delle parti più antiche di questo faro sono state affidate alla Casa do Povo da Ribeirinha, dove possono essere visitate.

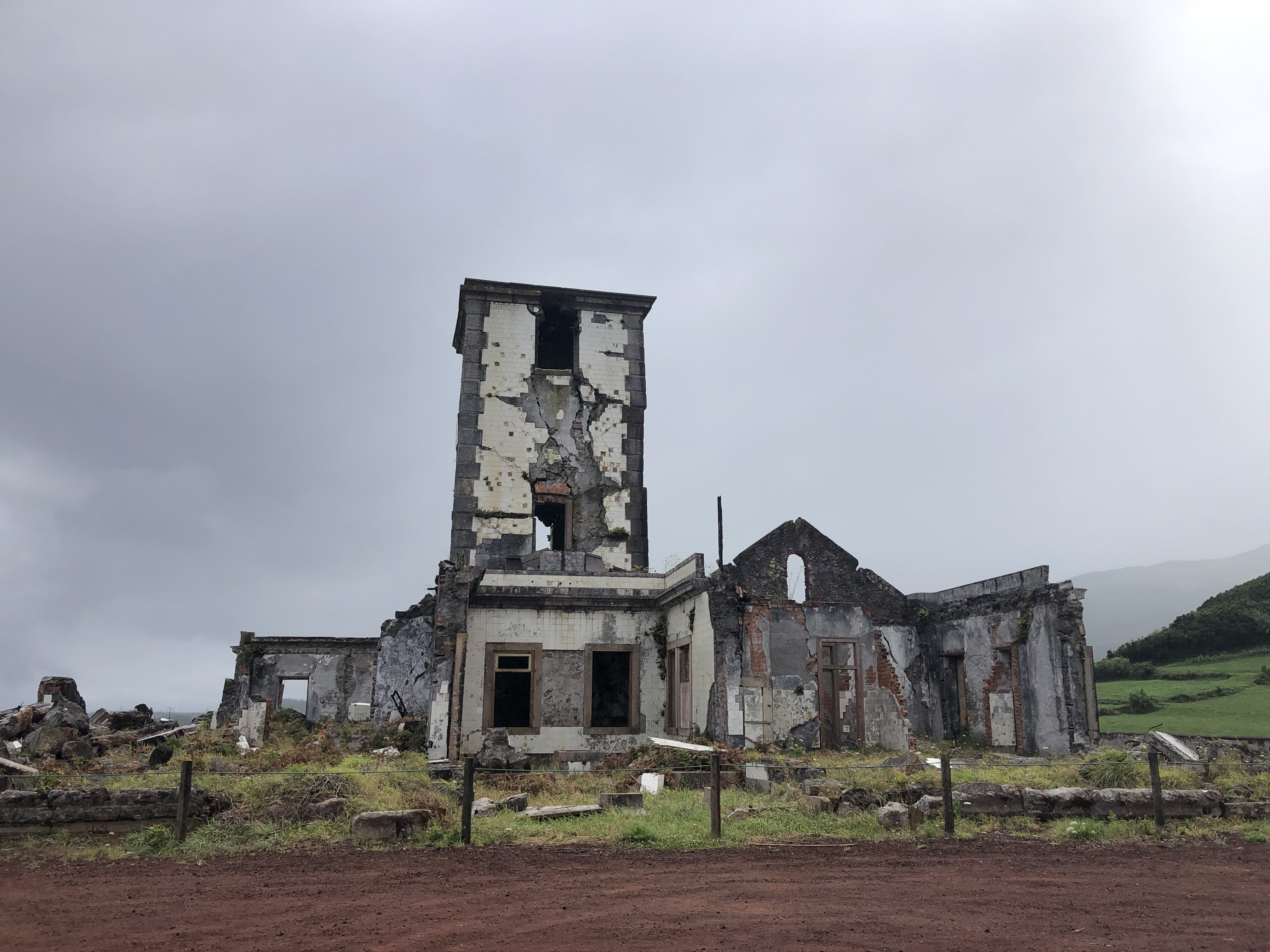
Il faro diroccato fotografato nel 2023.